# راندي جونز
راندي جونز (بالإنجليزية: Randy Jones)‏ (و. 1981 – م) هو لاعب هوكي الجليد، من كندا.

## روابط خارجية
- راندي جونز على موقع دوري الهوكي الوطني (الإنجليزية)
- راندي جونز على موقع قاعة مشاهير الهوكي (لاعب أن.إتش.أل) (الإنجليزية)
- راندي جونز على موقع EliteProspects.com (الإنجليزية)
- راندي جونز على موقع HockeyDB.com (الإنجليزية)
- راندي جونز على موقع Hockey-Reference.com (الإنجليزية)